# Café & Musique～路上集3號～
『Café & Musique〜路上集3號〜』是日本創作歌手・川嶋愛在2008年4月23日發售的第三張重製專輯。

## 解説
將第五、六張迷你專輯的收錄曲重新錄音製作的重製專輯。
主題為「咖啡音樂」。全曲以巴薩諾瓦Bossa Nova風格編曲。
也收錄翻唱歌曲「傾聽奧莉薇亞」。

## 收錄曲
※全部的作詞‧作曲皆為川嶋愛（#2除外）。
1. 海邊的信（海辺の手紙）
編曲：Ban Ban Bazar
出自第6張迷你專輯『因為要繼續歌唱…』。
2. 傾聽奧莉薇亞（オリビアを聴きながら）
作詞・作曲: 尾崎亞美／編曲：BOSSANOVA CASSANOVA
出自第6張迷你專輯『因為要繼續歌唱…』。
3. 南十字星
編曲：Fried Pride
出自第6張迷你專輯『因為要繼續歌唱…』。
4. Never stop singing!
編曲：BOSSANOVA CASSANOVA
出自第6張迷你專輯『因為要繼續歌唱…』。
5. 等不及夏天（夏を待ちわびて）
編曲：Ban Ban Bazar
出自第5張迷你專輯『相信明天…』。
6. 香格里拉（シャングリラ）
編曲：Fried Pride
出自第5張迷你專輯『相信明天…』。
7. Ark
編曲：Ban Ban Bazar
出自第5張迷你專輯『相信明天…』
8. 夢之門（夢の扉）
編曲：BOSSANOVA CASSANOVA
出自第5張迷你專輯『相信明天…』
9. 一人夏
編曲：Ban Ban Bazar
出自第6張迷你專輯『因為要繼續歌唱…』。
10. twelve seasons 〜第4個春天〜（twelve seasons 〜4度目の春〜）
編曲：BOSSANOVA CASSANOVA
出自第5張迷你專輯『相信明天…』
11. 若兩人是這種關係（このままの２人なら）
編曲：Fried Pride
出自第6張迷你專輯『因為要繼續歌唱…』。
12. Grace
編曲・鋼琴：倉本裕基 
額外音軌。美容院Grace 30th Anniversary 商業搭配歌曲